# Petrus Herbert
Petrus Herbert (auch: Hubert; * um 1533 in Fulnek; † 1. Oktober 1571 in Eibenschitz) war ein deutscher evangelischer Theologe und ein bedeutender Kirchenlieddichter.

## Leben
Petrus Herbert immatrikulierte sich 1552 an der Universität Königsberg und wechselte 1557 an die Universität Wittenberg. 1562 wurde er in Jungbunzlau zum Priester der böhmischen Brüderunität geweiht und wurde deutscher Prediger in Landskron und Fulnek. Als Delegierter vertrat er die Brüdergemeine 1560/61 bei Gesprächen mit Heinrich Bullinger, Wolfgang Musculus und Johannes Calvin, sowie 1564 vor Kaiser Maximilian II. 1567 wurde er in den Rat der Bruderunität gewählt; ein Jahr später trat er nach dem Tod von Johann Geletzki die Nachfolge als Pfarrer der Gemeinde in Fulnek an.

## Werk
1561 übersetzte er die Confessio Bohemica ins Deutsche. Zudem war er an einer erweiterten, typographisch aufwendig gestalteten Auflage des deutschen Brüdergesangbuches beteiligt, das unter dem Titel Die Heubtartickel des Christlichen glaubens kurtz gefasset und ausgelegt in Eibenschütz 1566 erschienen ist. Von Herbert stammen 93 Lieder, wovon 42 aus dem Tschechischen übertragen sind. Seine Lieder Preis, Lob und Dank sei Gott dem Herrn (EG 245) und Die Nacht ist kommen, drin wir ruhen sollen (EG 471, hierzu komponierte Max Reger einen bekannten Satz) sowie das von ihm aus dem Tschechischen übertragene Passionslied Jesu Kreuz, Leiden und Pein (EG 78) gehören noch immer zum evangelischen Liedgut.

## Gedenktag
1. Oktober im Evangelischen Namenkalender.